# Каньї Дол
Каньї Дол (словен. Kanji Dol) — розсіяні поселення в горах на південь від Чрні Врх від Ідрії, Регіон Горишка, Словенія. Висота над рівнем моря: 897,3 м. Згідно з переписом населення 2002 року в поселеннях вже не було постійних мешканців, але в останні роки знову заселяється.